# 鄭善強
鄭善強（Cheong Shin Keong，1956年7月24日—），馬來西亞籍香港媒体人，於2015年1月1日獲委任為電視廣播執行董事(2020年1月1日起退任)，亦為行政委員會及風險委員會成員。此外，他亦為電視廣播旗下多家附屬公司之董事局成員。鄭善強於1989年3月加入電視廣播，出任市場及營業部總監，並於2004年4月出任電視廣播業務總經理(2020年7月退休，之後轉任為董事局策略顧問)。他負責香港電視廣播的市場推廣及營業，以及數碼媒體業務。
鄭善強對廣告及市場推廣素有經驗，亦透過主要市場業務團體積極拓展本港市場推廣行業的專業發展。他為香港管理專業協會會士和執行委員會委員，以及英國特許市務學會資深會員及香港分會主席。